# Горобець товстодзьобий
Горобець товстодзьобий (Passer gongonensis) — вид горобцеподібних птахів родини горобцевих (Passeridae).

## Поширення
Вид поширений в Східній Африці. Трапляється на півдні Ефіопії та Сомалі, на сході Південного Судану та Уганди, по всій Кенії та на півночі Танзанії. Мешкає в посушливих рівнинах.

## Опис
Дрібний птах, завдовжки 18 см, вагою до 42 г.